# Prionolabis inermis
Prionolabis inermis är en tvåvingeart som först beskrevs av Alexander 1934.  Prionolabis inermis ingår i släktet Prionolabis och familjen småharkrankar. Inga underarter finns listade i Catalogue of Life.